# イリル・ダブヤニ
イリル・ダブヤニ（Ilir Dabjani 、2001年1月20日 - ）は、アルバニア・カヴァヤ出身のプロサッカー選手。アルバニアのKFエグナティア所属。ポジションは、ゴールキーパー。